# Clarksville (Arkansas)
Clarksville è una località degli Stati Uniti d'America, capoluogo della contea di Johnson, nello Stato dell'Arkansas.